# عزیزالله ملک‌اسمعیلی
عزیزالله ملک اسمعیلی (۱۲۸۲–۱۳۷۵) وکیل، حقوقدان و معاون نخست وزیر در دولت ملی محمد مصدق بود.

## تولد و تحصیلات
ملک اسماعیلی لیسانس حقوق خود رااز مدرسه سیاسی و دکترا خود را از اروپا در رشته حقوق دریافت نمود.

## فعالیت‌های کاری و سیاسی
او بعد از ورود به ایران وارد دادگستری شده و تا ریاست شعب دوم دیوانعالی و معاونت دادگستری منصوب گردید و در دولت ملی دکتر مصدق معاونت نخست وزیری را عهده‌دار شد. او پس از کودتای ۲۸ مرداد ۱۳۳۲ مدتی در زندان بود.

## تالیفات
1. ملک اسماعیلی، عزیزالله، حقوق جزای عمومی، تهران، انتشارات دانشگاه تهران، ۱۳۵۵, چاپ اول[۳]
2. عزیزالله ملک اسماعیلی، «خلیج فارس و جزایر بحرین»، ۱۹۳۶[۴]